# Dokka Station
Dokka Station (Dokka stasjon) er en tidligere jernbanestation på Valdresbanen, der ligger i byområdet Dokka i Nordre Land kommune i Norge.
Stationen åbnede 28. november 1902, da den første del af banen fra Eina blev taget i brug. Den fungerede som endestation, indtil banen blev forlænget til Tonsåsen 1. november 1903. Persontrafikken på banen blev indstillet 1. januar 1989. Der var dog fortsat godstrafik med tømmer og flis mellem Eina og Dokka indtil 1. april 1999. Strækningen mellem Dokka og Hov benyttes nu til kørsel med skinnecykler i sommerhalvåret.
Den første stationsbygning blev opført til åbningen i 1902 men blev senere revet ned. Den anden og nuværende bygning blev opført i 1944 efter tegninger af NSB Arkitektkontor.